# Lucas May
Pour les articles homonymes, voir May.
Lucas James May (né le 24 octobre 1984 à Las Vegas, Nevada, États-Unis) est un joueur de baseball évoluant à la position de receveur. Il évolue dans les Ligues majeures avec les Mets de New York.

## Carrière
Lucas May est drafté en 8e ronde par les Dodgers de Los Angeles en 2003. Après avoir joué en ligues mineures dans l'organisation des Dodgers, il passe aux Royals de Kansas City le 28 juillet 2010, alors que Los Angeles échange May et le lanceur Elisaul Pimentel contre le voltigeur Scott Podsednik.
May fait ses débuts dans les majeures avec Kansas City le 4 septembre 2010 contre Detroit. Le 12 septembre, le receveur réussit son premier coup sûr dans les grandes ligues face au lanceur Chris Sale des White Sox de Chicago.
Après 12 parties jouées pour Kansas City en 2010, il est assigné aux ligues mineures en 2011. Le 1er juin de la même année, les Royals le transfèrent aux Diamondbacks de l'Arizona pour qui il ne joue qu'en ligues mineures.
En décembre 2011, May est mis sous contrat par les Mets de New York.

## Statistiques
| Saison | Équipe      | G  | AB | R | H | 2B | 3B | HR | RBI | SB | BA    |
| ------ | ----------- | -- | -- | - | - | -- | -- | -- | --- | -- | ----- |
| 2010   | Kansas City | 12 | 37 | 3 | 7 | 1  | 0  | 0  | 6   | 0  | 0,189 |
| Totaux | Totaux      | 12 | 37 | 3 | 7 | 1  | 0  | 0  | 6   | 0  | 0,189 |

Note : G = Matches joués ; AB = Passages au bâton; R = Points ; H = Coups sûrs ; 2B = Doubles ; 3B = Triples ; 
HR = Coup de circuit ; RBI = Points produits ; SB = Buts volés ; BA = Moyenne au bâton.